# Westland Marathon 1982
De Westland Marathon 1982 werd gehouden op zaterdag 10 april 1982. Het was de dertiende editie van deze marathon. Start en finish lagen in Maassluis. De wedstrijd werd gelopen onder stormachtige omstandigheden.
Aan de start stond de Nederlander Cor Vriend, die bij deze wedstrijd de limiet van 2:14.00 voor de Europese kampioenschappen in Athene wilde lopen. Vanaf de start ontstond een kopgroep van zes lopers, onder wie de haas Jacques Valentin. De koplopers passeerden de wedstrijd als volgt: 5 km (14.42), 10 km (30.34). Bij het 13 kilometerpunt was de kopgroep uitgedund tot Vriend, de Deen Svend-Erik Kristensen en de haas. Verdere passages gingen in 20 km (1:02.32) en 25 km (1:18.32). Vanaf 29 kilometer in de straten van Naaldwijk kreeg de Deen Svend-Erik Kristensen het zwaar en had hij moeite het tempo van de Vriend te volgen. De wind waaide vanaf die plek schuin mee en bij de eerste mogelijkheid versnelde Vriend en sloeg gelijk een beslissend gat. De resterende wedstrijd legde hij solo af en ging over de streep in 2:13.28. Dit was zijn tweede achtereenvolgende overwinning en zijn derde in totaal. Met deze tijd bleef hij binnen de limiet en verbeterde tevens het parcoursrecord. De Deen finishte ruim achter hem. Na afloop meldde Vriend: "Ik heb veel te danken aan Jacques Valentin en zal hem op 22 mei in Rotterdam helpen". Bij de vrouwen won de Belgische Denise Alfvoet de wedstrijd in 2:57.59.
In totaal finishten er 214 deelnemers, waarvan 210 mannen en vier vrouwen.

## Uitslagen

### Mannen
| rang   | naam                  | land | tijd    |
| ------ | --------------------- | ---- | ------- |
| Goud   | Cor Vriend            | NED  | 2:13.28 |
| Zilver | Svend-Erik Kristensen | DEN  | 2:15.15 |
| Brons  | Andrew Robertson      | SCO  | 2:17.05 |
| 4      | Marc De Blander       | BEL  | 2:21.13 |
| 5      | Norman Wilson         | ENG  | 2:21.41 |
| 6      | Erik Laursen          | DEN  | 2:21.49 |
| 7      | Barry Kneppers        | NED  | 2:21.56 |
| 8      | Romain Luykx          | NED  | 2:23.31 |
| 9      | Henk van Hoek         | NED  | 2:23.48 |
| 10     | Piet van Alphen       | NED  | 2:24.41 |

### Vrouwen
| rang   | naam             | land | tijd    |
| ------ | ---------------- | ---- | ------- |
| Goud   | Denise Alfvoet   | BEL  | 2:57.59 |
| Zilver | Wil Kroon-Noldus | NED  | 3:07.35 |
| Brons  | Tine Bronswijk   | NED  | 3:17.45 |

1969 ·
1970 ·
1971 ·
1972 ·
1973 ·
1974 ·
1975 ·
1976 ·
1977 ·
1978 ·
1979 ·
1980 ·
1981 ·
1982 ·
1983 ·
1984 ·
1985 ·
1986 ·
1987 ·
1988 ·
1989 ·
1990 ·
1991 ·
1992 ·
1993 ·
1994 ·
1995 ·
1996 ·
1997 ·
2014